# Charles Brown (costruttore)

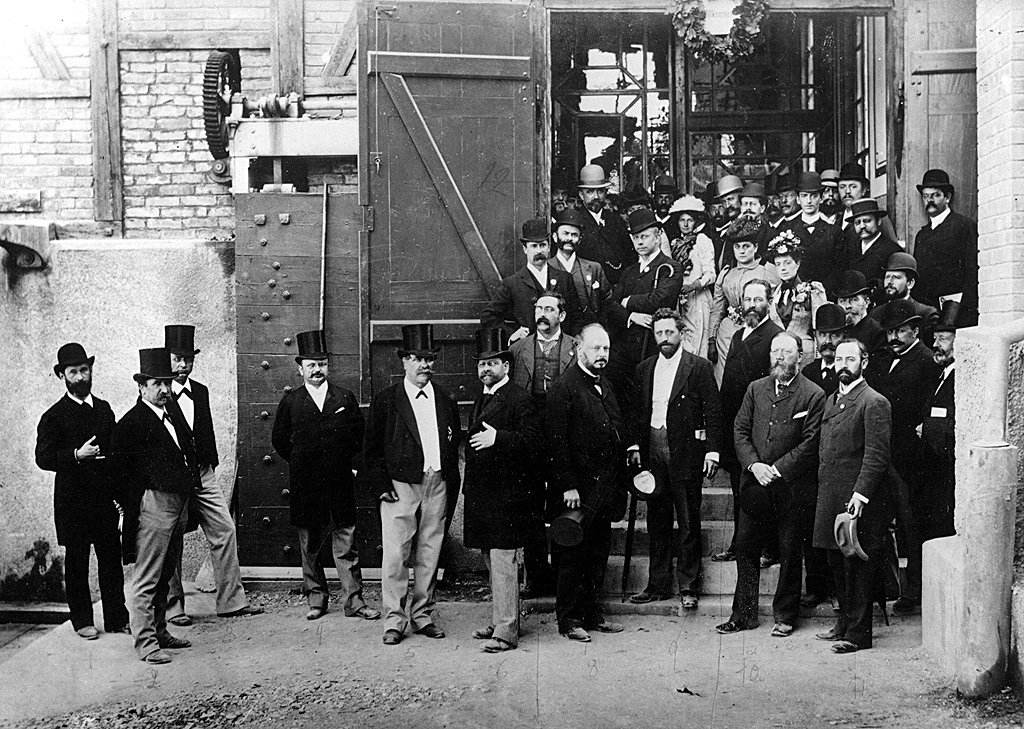
Charles Brown (prima fila, 3° da destra), visita nel 1891 alla Elektrotechnischen Ausstellung, Wasserkraftwerk di Lauffen am Neckar

Charles Brown (Uxbridge, 30 giugno 1827 – Basilea, 6 ottobre 1905) è stato un progettista e imprenditore inglese naturalizzato svizzero, fondatore della Schweizerischen Lokomotiv- und Maschinenfabrik.

## Biografia
Charles Brown fu autodidatta nella formazione. Studiò come tecnico e lavorò presso Maudslay Sons & Field di Londra. Nel 1851 si trasferì presso la Sulzer di Winterthur, tra cento. Sposò Eugénie Pfau ed ebbe sei figli. Come costruttore della Sulzer sviluppò una macchina a vapore, con la quale nel 1878 vinse la medaglia d'oro all'Esposizione universale di Parigi.
Nel 1871 lasciò la Gebrüder Sulzer per non poter costruire la locomotiva a vapore. Con altri investitori Brown fondò la Schweizerische Lokomotiv- und Maschinenfabrik (SLM) e ne divenne il direttore. Nel 1884 scelse di spostarsi alla Maschinenfabrik Oerlikon (MFO). Dopo un anno perse il posto e trovò occupazione presso Armstrong, Mitchell & Co. (Newcastle upon Tyne), un'azienda di marina mercantile presso Pozzuoli. Dal 1890 lavorò autonomamente a Basilea come ingegnere.

## Figli
Il figlio più grande, Charles Eugene Lancelot Brown, fondò nel 1892 con Walter Boveri, a Baden, la Brown, Boveri & Cie (BBC). Il più giovane, Sidney Brown, lavorò anche lui per la BBC, e divenne collezionista d'arte, con opere visibili presso il Museum Langmatt a Baden. Nel 1882 fu il primo presidente della società sportiva ciclistica RV Winterthur.